# Équipe d'Autriche féminine de football
Cet article traite de l'équipe féminine. Pour l'équipe masculine, voir Équipe d'Autriche de football.
Maillots
Actualités
L'équipe d'Autriche féminine de football constitue la sélection des meilleures joueuses autrichiennes sous l'égide de la Fédération autrichienne de football. Elle est actuellement[Quand ?] entraînée par Irene Fuhrmann. L'équipe occupe en décembre 2024 la 18e place du classement mondial de la FIFA.
Beaucoup de joueuses évoluent dans le championnat d'Allemagne féminin de football, la Bundesliga féminine. 
L'Autriche ne s'est jusqu'à présent qualifiée pour aucune phase finale d'une Coupe du monde. L'équipe s'est cependant qualifiée pour la première fois de son histoire à une phase finale d'un championnat d'Europe lors de l'Euro 2017.

## Histoire
Durant les qualifications pour la Coupe du monde 2007, l'Autriche se trouvait dans le groupe E où elle a affronté la France, l'Angleterre, les Pays-Bas et la Hongrie. L'équipe n'a gagné que l'une des quatre rencontres contre la Hongrie se plaçant ainsi à l'avant dernière place du groupe. 
L'Autriche s'est qualifiée pour la première fois de son histoire à une phase finale d'un championnat d'Europe à l'occasion de l'Euro 2017 organisé aux Pays-Bas. Reversée dans le groupe C avec la France, la Suisse et l'Islande, elle déjoue les pronostics en terminant à la 1re place du groupe avec deux victoires (1-0 contre la Suisse et 3-0 contre l'Islande) et un match nul (1-1 contre la France). Opposées aux Espagnoles, 2e du groupe D en quarts de finale, les Autrichiennes remportent la séance de tirs au but (0-0, 5 t.a.b. à 3). Leur parcours s'arrête en demi-finale contre le Danemark, où contrairement au quart de finale remporté face à l'Espagne, elles échouent cette fois lors des tirs au but sans réussir la moindre tentative (0-0, 0-3 t.a.b.). Le tournant du match a été le pénalty raté par Sarah Puntigam à la 13e minute de jeu qui aurait pu conférer un avantage décisif à l'Autriche. Néanmoins, les protégées de Dominik Thalhammer quittent la compétition avec un parcours plus qu'honorable, sans avoir perdu un seul match et avec seulement un but encaissé (contre la France en matchs de poule), pour leur première participation à une compétition majeure.
Elle se qualifie pour son 2e Euro consécutif lors de l'édition 2022 où elle passe à nouveau le premier tour. En effet, l'Autriche termine 2e du groupe A, derrière l'Angleterre, pays hôte de la compétition et future lauréate de l'épreuve contre laquelle elle s'incline d'une courte tête (0-1), mais devant la Norvège et l'Irlande du Nord qu'elle a respectivement battu 1-0 et 2-0. Elle est opposée en quarts de finale à l'Allemagne, leader du groupe B, pour un derby germanophone contre l'équipe la plus titrée de la compétition. Malgré une bonne prestation où elle obtient plusieurs occasions de buts (dont 3 poteaux touchés), elle est battue 0-2 par les octuples vainqueurs qui se sont montrées plus réalistes et ont profité de deux erreurs défensives autrichiennes pour faire la différence.

## Classement FIFA
| Année              | 2003 | 2004 | 2005 | 2006 | 2007 | 2008 | 2009 | 2010 | 2011 | 2012 | 2013 | 2014 | 2015 | 2016 | 2017 | 2018 | 2019 | 2020 | 2021 | 2022 | 2023 | 2024 |
| ------------------ | ---- | ---- | ---- | ---- | ---- | ---- | ---- | ---- | ---- | ---- | ---- | ---- | ---- | ---- | ---- | ---- | ---- | ---- | ---- | ---- | ---- | ---- |
| Classement mondial | 47   | 47   | 45   | 43   | 42   | 37   | 39   | 39   | 38   | 32   | 29   | 27   | 27   | 24   | 21   | 23   | 21   | 20   | 21   | 19   | 17   | 18   |

## Parcours dans les compétitions internationales

### Parcours enCoupe du monde
- 1991 : Tour préliminaire
- 1995 : Tour préliminaire
- 1999 : Tour préliminaire
- 2003 : Tour préliminaire
- 2007 : Tour préliminaire
- 2011 : Tour préliminaire
- 2015 : Tour préliminaire
- 2019 : Tour préliminaire
- 2023 : Tour préliminaire
- 2027 : À venir

### Parcours enChampionnat d'Europe
- 1984 : Tour préliminaire
- 1987 : Tour préliminaire
- 1989 : Tour préliminaire
- 1991 : Tour préliminaire
- 1993 : Tour préliminaire
- 1995 : Tour préliminaire
- 1997 : Tour préliminaire
- 2001 : Tour préliminaire
- 2005 : Tour préliminaire
- 2009 : Tour préliminaire
- 2013 : Tour préliminaire
- 2017 : Demi-finaliste
- 2022 : Quart de finaliste
- 2025 : Tour préliminaire